# 紀元前693年
紀元前693年（きげんぜん693ねん）は、西暦（ローマ暦）による年。紀元前1世紀の共和政ローマ末期以降の古代ローマにおいては、ローマ建国紀元61年として知られていた。紀年法として西暦（キリスト紀元）がヨーロッパで広く普及した中世時代初期以降、この年は紀元前693年と表記されるのが一般的となった。

## 他の紀年法
- 干支 : 戊子
- 中国
  - 周 - 荘王4年
  - 魯 - 荘公元年
  - 斉 - 襄公5年
  - 晋 - 晋侯緡14年
  - 秦 - 武公5年
  - 楚 - 武王48年
  - 宋 - 荘公18年
  - 衛 - 黔牟4年
  - 陳 - 荘公7年
  - 蔡 - 哀侯2年
  - 曹 - 荘公9年
  - 鄭 - 子嬰元年
  - 燕 - 桓侯5年
- 朝鮮
  - 檀紀1641年
- ユダヤ暦 : 3068年 - 3069年

## できごと

### 中国
- 魯の桓公の夫人の文姜が斉に逃れた。
- 周の王姫が斉の襄公にとついだ。
- 斉軍が紀の郱・鄑・郚を遷した。

## 死去
- 陳の荘公